# Araneus monoceros
Araneus monoceros là một loài nhện trong họ Araneidae.
Loài này thuộc chi Araneus. Araneus monoceros được Tord Tamerlan Teodor Thorell miêu tả năm 1895.